# Stewart Adams (Pharmazeut)

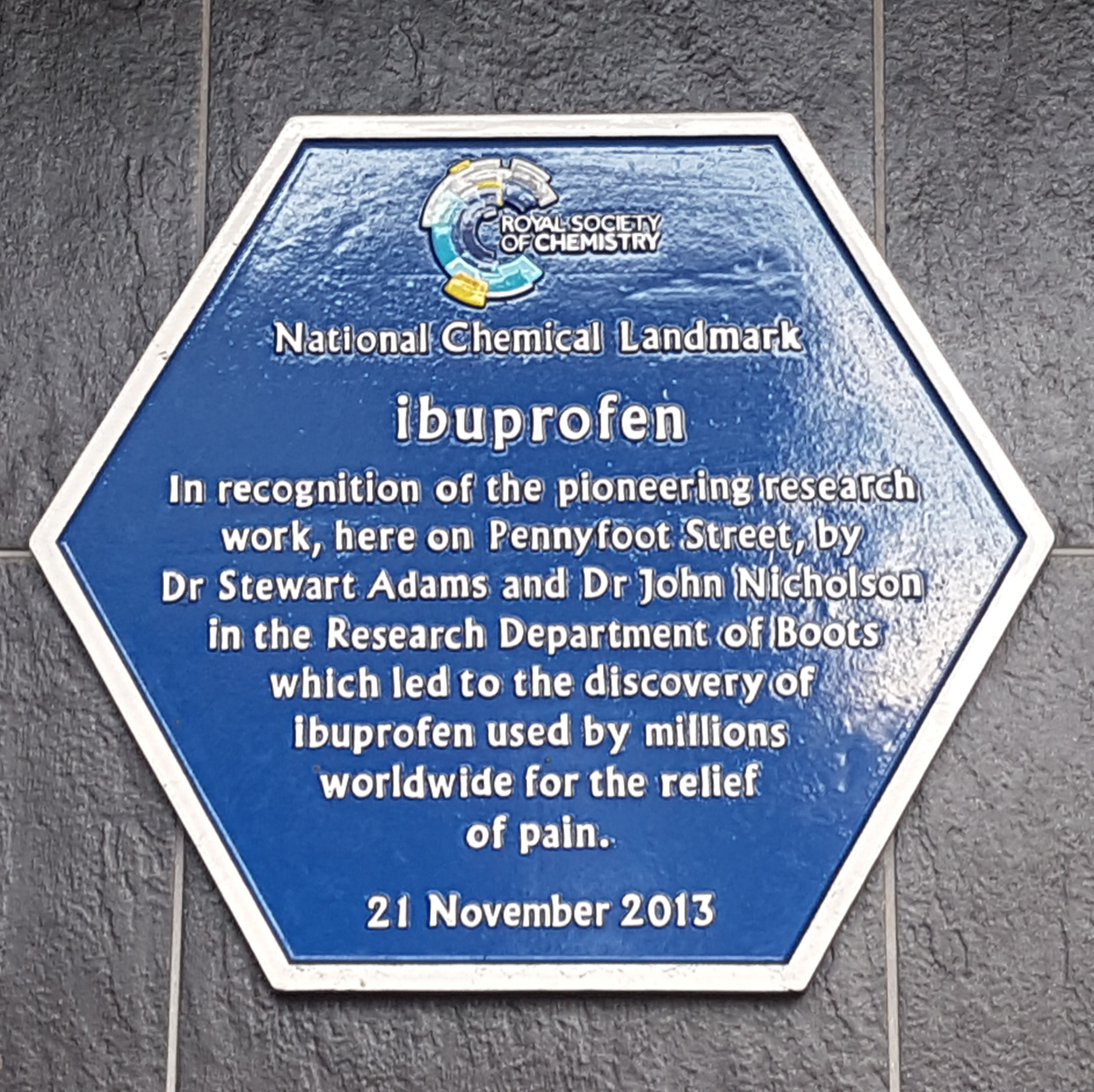
Gedenktafel in Nottingham

Stewart Sanders Adams (* 16. April 1923 in Byfield, Northamptonshire; † 30. Januar 2019 in Nottingham) war ein britischer Pharmakologe. Er gilt als Hauptentwickler von Ibuprofen.
Adams verließ mit 16 Jahren die Schule und war ab 1939 zunächst als Lehrling beim Pharmaunternehmen Boots, das ihm eine Universitätsausbildung finanzierte. 1945 erhielt er seinen Bachelor-Abschluss in Pharmazie an der Universität Nottingham. Bei Boots arbeitete er danach zunächst in deren Projekt zur Penicillin-Produktion und dann in der Forschungsabteilung an Mitteln gegen rheumatische Arthritis als Alternative zu Cortison oder Acetylsalicylsäure in hohen Dosen (ab 1953). Dabei arbeitete er mit dem Chemiker John Nicholson (1925–1983) zusammen, mit dem er hunderte von Substanzen ausprobierte. 1952 wurde er an der Universität Leeds promoviert. Ab Anfang der 1960er Jahre suchte man unter Derivaten der Arylpropionsäure, darunter das spätere Ibuprofen, das zuerst im Dezember 1961 synthetisiert wurde. Es war als einzige der getesteten Substanzen in einem klinischen Test erfolgreich und wirkte als Analgetikum und Antipyretikum. Zuvor hatte Adams Ibuprofen auch an sich selbst getestet. 1962 wurde ein Patent erteilt und die Substanz 1969 in Großbritannien und 1974 in den USA zugelassen. 1983 wurde das Medikament rezeptfrei erhältlich.
Adams wurde Leiter der pharmazeutischen Forschung bei Boots und ging 1983 in den Ruhestand, blieb aber beratend tätig. Vom finanziellen Erfolg von Ibuprofen profitierten weder er noch Nicholson.
1987 wurde er Officer des OBE. 2013 wurde er Ehrenbürger (Honorary Freeman) von Nottingham. Er war Ehrendoktor der Universität Nottingham.